# Eric-Adamson
Eric-Adamson (estonià: Adamson-Eric)  (Tartu, 18 d'agost de 1902 - Tallinn, 2 de desembre de 1968) (nascut Erich Carl Hugo Adamson) va ser un artista estonià que va treballar principalment en el medi de la pintura a l'art aplicat.

## Biografia
Erich Carl Hugo Adamson va néixer el 18 d'agost de 1902 a Tartu. Va ser el quart fill de Jaan i Anna Adamson. El seu pare era Jaan Adamson, un comerciant de draps de Tartu, i la seva mare era Anna (nom de soltera Lachmann). Dels sis fills, dos més van arribar a l'edat adulta: Aurora (que es va convertir en la dona del musicòleg i escriptor Johannes Semper) i Renate (que es va casar amb l'escultor Ernst Jõesaar)
Adamson-Eric va estudiar al Aleksandri Gymnasium de Tartu, i des de cinquè grau al Hugo Treffner Gymnasium a la seva Estònia natal abans de traslladar-se a Berlín per estudiar a la Vereinigte Staatsschulen für freie und angewandte Kunst, on va estudiar decoració de superfícies amb el professor Harald Bengen.
Després d'estudiar a Berlín, Adamson es va traslladar a París i va estudiar amb artistes com Charles Guérin, Roger Bissière, Moise Kisling i André Lhote abans d'entrar a l'acadèmia privada de l'artista rus Wassili Iwanowitsch Schuchajew el 1925 i concentrant - se en els mitjans de l’art déco i de la Neue Sachlichkeit. Gairebé totes les obres d'Adamson-Eric pintades a París han estat destruïdes o escampades pel món (per exemple, 25 obres del període parisenc es troben als EUA).
Entre juny i juliol de 1928, Adamson-Eric, juntament amb els seus companys artistes estonians Eduard Wiiralt i Kristjan Teder, finalment van obrir una exposició d'art a Tallinn.
El 1933, l'artista va fer un llarg viatge europeu. Va visitar Letònia, Lituània, Polònia, República Txeca, Eslovàquia, Hongria i Romania i es va quedar mig any a Grècia. A Grècia, Adamson-Eric va tenir l'oportunitat de visitar el monestir d'Athos i explorar-hi els rics tresors d'art. Va tornar a Tallinn a finals de l'estiu de 1934. A la tardor del mateix any, va tenir lloc l'exposició inaugural de la Tallinn Art Hall de nova construcció. Simultàniament a l'exposició inaugural o una mica més tard, Adamson-Eric va organitzar una exposició d'obres pintades a Grècia al seu nou ampli estudi, situat al quart pis de l'Art Hall. El 1936 va ser el comissari de l'exposició d'art d'Estònia a Moscou.
El 1936, l'exposició individual d'Adamson-Eric es va fer a la Galeria Strindberg de Hèlsinki, després de la qual l'artista es va quedar un temps a Finlàndia i va pintar diversos retrats de l'escriptor F.E. Sillanpää. També va visitar l'escriptora Hella Vuolijoki a Marlebäck Manor; el 1938 Adamson-Eric va passar tot l'estiu amb la seva dona Mari Adamson a Klippula, pintant una sèrie de bells paisatges d'estiu.
Des de l'estiu de 1940, Adamson-Eric va ser secretari del comitè organitzador de la Unió d'Artistes i va treballar com a redactor de la pàgina d'arts visuals del diari Sirp ja Vasar. A mesura que es va estendre la Segona Guerra Mundial, va ser evacuat a la rereguarda de la Unió Soviètica. El 1942 es va convertir en l'artista principal del Conjunt d'Art Estatal de la SSR d'Estònia, fundat a Kuibyshev. El 1943, se li va concedir el títol d'Artista Honorat a Yaroslavl.
Després de la guerra, Adamson-Eric va tornar a Tallinn. El 1943, va ser president de la Unió d'Artistes de la SSR d'Estònia i va participar en la fundació del combinat d'art Ars. Es va convertir en director de l'Institut Estatal d'Arts Aplicades de Tallinn, fundat el 1945. Tot i que va treballar per organitzar la vida artística soviètica, el nou règim va trobar Adamson-Eric com un formalista actiu. L'obra i la personalitat d'Adamson-Eric van ser objecte de crítiques destructives. Adamson-Eric va ser desposseït del seu títol honorífic i expulsat del partit, dient que l'havia acceptat per error. Va ser expulsat de la Unió d'Artistes de la RSS d'Estònia, privat del seu estudi i pràcticament de l'oportunitat de treballar com a artista. Per guanyar-se la vida, va anar a treballar a una fàbrica de cuir i sabates.
El 1955, Adamson-Eric va patir una paràlisi al costat dret. Després d'això, la mà dreta de l'artista no podia aguantar el pinzell, així que va començar a pintar amb la mà esquerra. Totes les pintures tardanes d'Adamson-Eric estan fetes amb la mà esquerra.
Des de 1953 fins al final de la seva vida, Adamson-Eric va treballar com a professor de pell a l'Institut Estatal d'Arts de la RSS d'Estònia, formant diverses generacions d'artistes de pell d'Estònia.
La carrera d'Adamson com a artista va durar gairebé quatre dècades. Va morir a Tallinn, on moltes de les seves obres estan exposades permanentment al Museu Adamson-Eric del carrer Lühike jalg. Està enterrat al cementiri forestal de Tallinn.

## Galeria

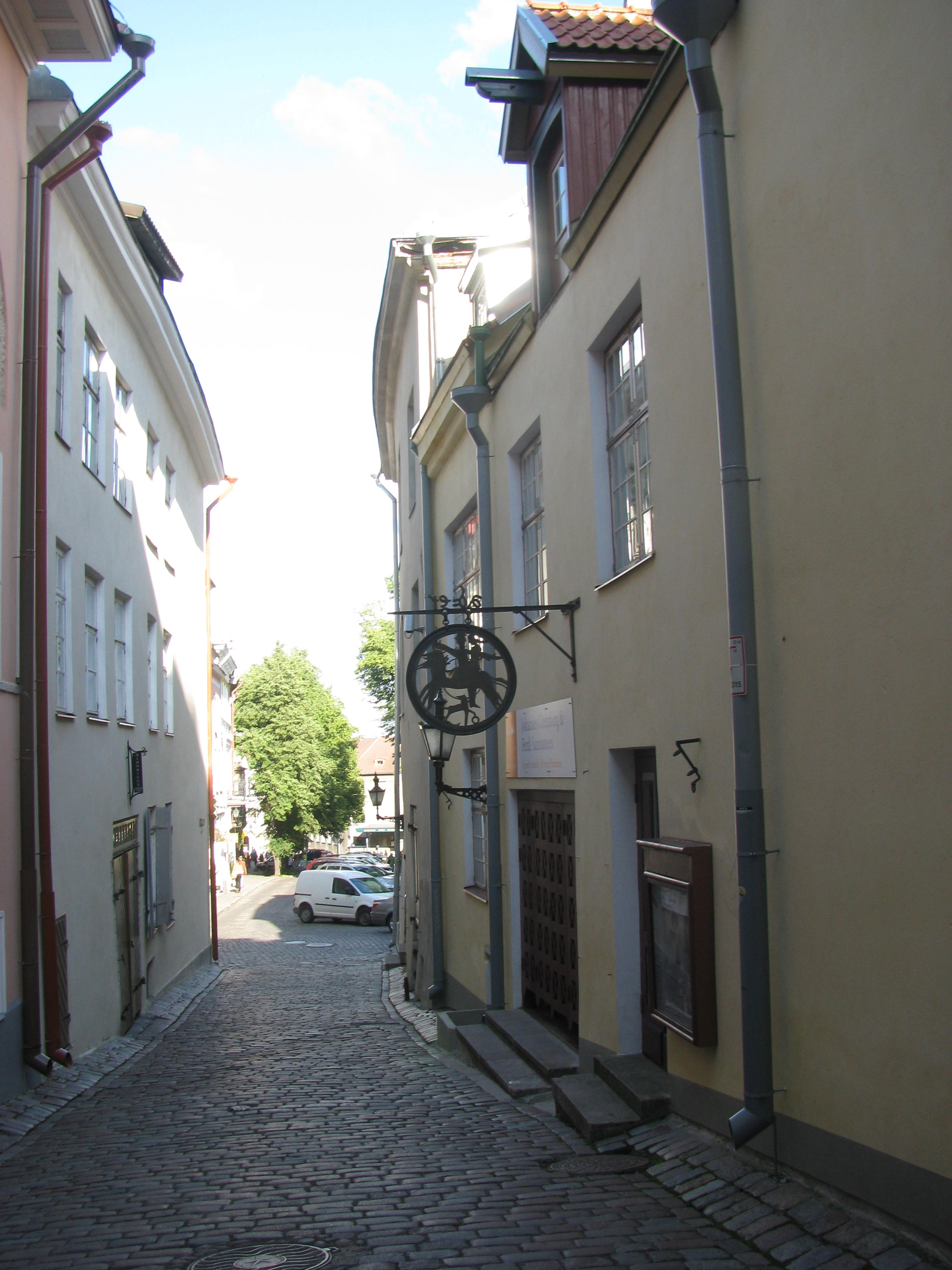
Casa museu d'Adamson-Eric al nucli antic de Tallinn.
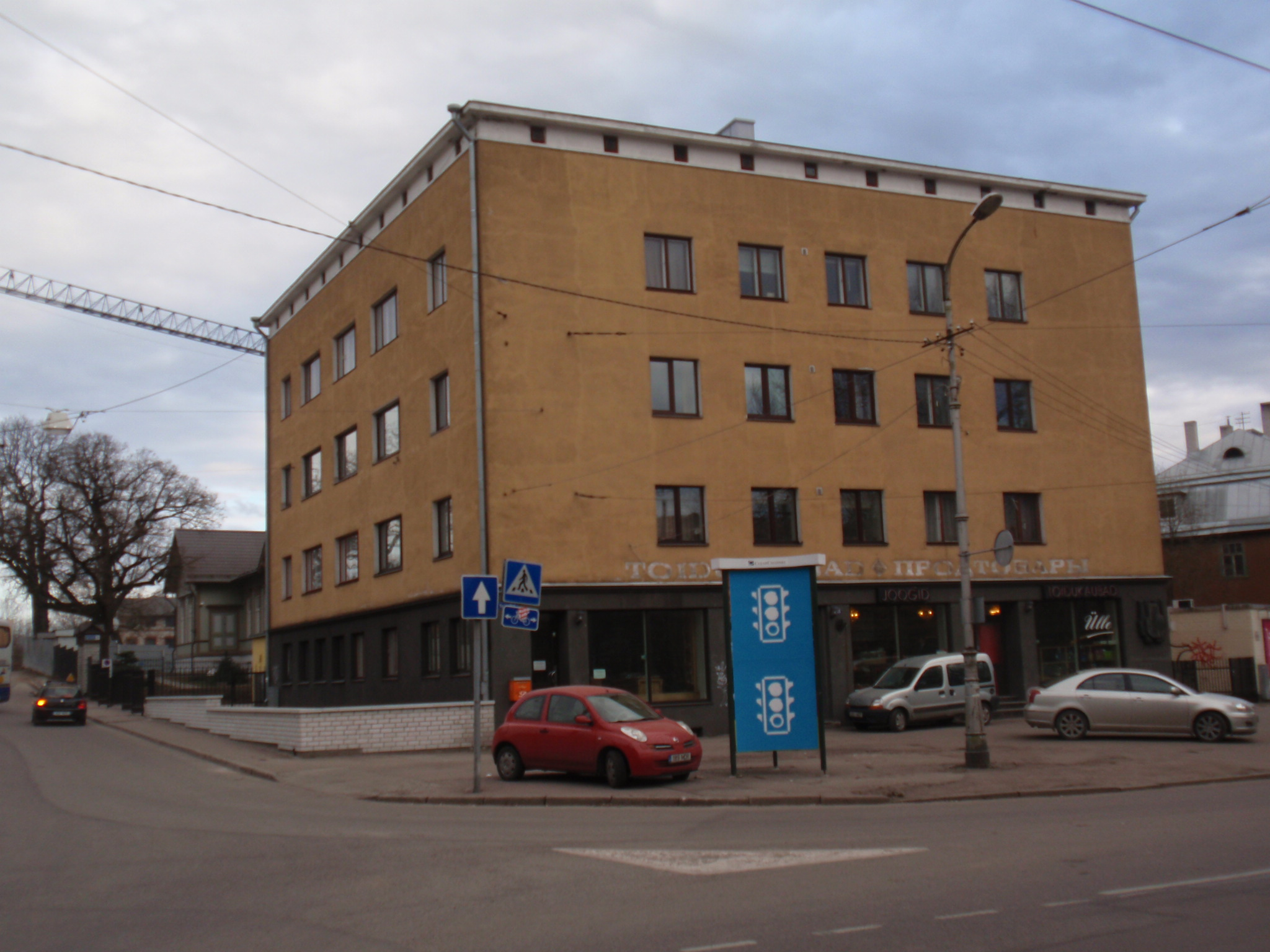
Casa a Kelmiküla, Tallinn on Adamson-Eric va viure de 1936 a 1968.